# 黒田勝弘
黒田 勝弘（くろだ かつひろ、1941年（昭和16年）10月25日 - ）は、日本の新聞記者、作家、コラムニスト。共同通信社にてソウル支局長や東京本社外信部デスクを歴任、現在は産経新聞ソウル駐在客員論説委員及び神田外語大学アジア言語学科韓国語専攻客員教授である。旧名は勝博。

## 来歴
大阪府大阪市出身。第二次世界大戦中は鹿児島県に疎開し、小学2年生の時に大阪へ戻る。四貫島小学校時代は学校新聞の記者を務めた。我孫子中学校、大阪府立天王寺高等学校に進学し、高校卒業後の1960年（昭和35年）4月、京都大学経済学部に入学。
1964年（昭和39年）、京大卒業後の4月、共同通信社に入社。1年間の本社研修後の1965年（昭和40年）4月から広島支局で4年間勤務。1969年（昭和44年）に東京本社社会部へ異動となり、公安部を担当。1972年（昭和47年）、イスラエルで発生したテルアビブ空港襲撃事件で初の海外取材を行う。1971年（昭和46年）に韓国へ初訪問し、日本の認識とのギャップに驚いて修正を試みる。1977年（昭和52年）に「アジア住み込み取材シリーズ」で1ヶ月間釜山に滞在した後、1978年（昭和53年）から1年間、延世大学韓国語学堂に社費留学制度で語学留学する。
1980年（昭和55年）6月に共同通信社ソウル支局が閉鎖されると、同年9月28日に外信部所属だった黒田が臨時特派員として派遣され、ソウル支局の再開に尽力する。1981年（昭和56年）から1984年（昭和59年）まで共同通信社ソウル支局長。1985年（昭和60年）に帰国して東京本社外信部次長となる。1986年（昭和61年）から1988年（昭和63年）まで、NHKワールド（朝鮮語）解説者を担当する。産経新聞社ソウル支局長への誘いを受け、共同通信社退社後の1988年（昭和63年）秋に産経新聞社に移籍。1989年（平成元年）1月にソウルへ赴任して産経新聞社ソウル支局長。1992年（平成4年）、ボーン・上田記念国際記者賞を受賞。
2002年（平成14年）から、ソウル特別市にある西江大学校で講師の資格で「日本文化の理解」という名称で講義を行っていた（2003年（平成15年）より兼任教授）。しかし、2005年（平成17年）4月に、就労ビザを取得せず、記者の身分のままで勤務していた事が発覚。韓国出入国管理法違反（資格外活動）で、大学ともども罰金を課された。
2005年（平成17年）、ソウル駐在22年を超えた実績が評価されて日本記者クラブ賞を受賞。同年、日韓関係全般を報道し続けた功績により第53回菊池寛賞受賞。
2011年（平成23年）10月まで産経新聞社ソウル支局長。同年11月1日より特別記者兼論説委員となる。2008年（平成20年）4月から2016年（平成28年）6月まで韓国放送公社のKBSワールドラジオ日本語放送に出演していた。
また、ソウルジャパンクラブ（SJC：ソウル日本人会）顧問を務めている。両親が鹿児島県出身のため、ソウル薩摩会会長を務める。また、在韓日本人の京都大学卒業生で構成する「ソウル洛友会」の会長も務めていた。

## 人物
『産経新聞』国際面コラム「ソウルからヨボセヨ（もしもし）」を担当し、日韓関係に関する著書も多い。
大韓民国では、かなりの有名日本人で、韓国の小説『皇太子妃拉致事件』では実名で登場している。黒田の論評を「妄言」として批判することが多い韓国メディアだが、主に『朝鮮日報』などの保守系メディアでは、日韓二国間の政治・歴史等以外の話題では、黒田の見解を肯定的に取り上げることも少なくない。
黒田の韓国に対する論評は、主に北朝鮮・韓国の朝鮮民族の歴史と文化を紹介しつつ、民族主義を婉曲に批判するような論調で知られる。同時期に朝鮮語を学習・習得した仲間に作家・豊田有恒がおり、豊田との友誼は深い。
韓国の文化を敬愛しており、「ソウル勤務は二度泣き」と評価するほどで、韓国暮らしを「反日ニュースさえ見なければ、こんなに楽しいところはないのだが」と紹介している。韓国の食文化を日本に紹介するのにも熱心で、犬肉食を日本に個人輸入して食べる方法などを『産経新聞』や『SAPIO』で紹介したこともある。

## 論評
「反日」ナショナリズムには、批判的な論陣を張り、常に韓国マスコミの「反日」報道を批判している。また、その発言は韓国のマスコミ、インターネット等で「妄言」として激しい非難を浴びることが多い。
日本の保守の主張に肯定的であるため、韓国内でも「日本の代表的極右言論人」と呼ばれて、韓国マスコミで度々非難の的になっている。しかし、最近では韓国マスコミの日本に対する関心の比重が少なくなったため、黒田の名が登場するのは「靖国神社問題」など、韓国内で熱狂的な「反日」ムードが高まった際に「日本の保守右派の主張」として槍玉に挙げられる場合となっている。
下川正晴は、1980年代以降、日本におけるコリア報道を主導したのは毎日新聞の重村智計と黒田であり、現実ウオッチングに基づくコリア報道の先駆者だと評している。

## 著作

### 単著
- 『韓国社会をみつめて―似て非なるもの』亜紀書房、1983年9月25日。国立国会図書館書誌ID:000001643241。
  - のち文庫『韓国社会を見つめて―似て非なるもの』徳間書店〈徳間文庫〉、1987年5月。ISBN 4-19-598291-X。
- 第一出版センター 編『ソウル発 これが韓国だ』講談社、1985年3月25日。ISBN 4-06-201897-7。
  - のち文庫『ソウル発 これが韓国だ』徳間書店〈徳間文庫〉、1987年12月15日。ISBN 4-19-598420-3。
- 『ソウル原体験―韓国の生活を楽しむ記』亜紀書房、1985年5月20日。国立国会図書館書誌ID:000001791834。
  - のち文庫『ソウル原体験』徳間書店〈徳間文庫〉、1988年7月。ISBN 4-19-598566-8。
- 『ハングルはむずかしくない―韓国がもっと楽しくなる本!』発行：ネスコ（日本映像出版） 発売：文藝春秋〈NESCO BOOKS〉、1985年12月25日。ISBN 4-89036-016-6。
  - のち文庫『ハングルはむずかしくない』徳間書店〈徳間文庫〉、1998年7月。ISBN 4-19-890922-9。 - 黒田(1985c)の増補。
- 『韓国人の発想―コリアン・パワーの表と裏』徳間書店、1986年8月31日。ISBN 4-19-143311-3。
  - のち文庫『韓国人の発想』徳間書店〈徳間文庫〉、1993年7月15日。ISBN 4-19-567634-7。
- 『ハングルはおもしろい―ソウルがもっと楽しくなる本!』発行：ネスコ（日本映像出版） 発売：文藝春秋〈NESCO BOOKS〉、1986年11月3日。ISBN 4-89036-033-6。
- 『ソウル街ものがたり―この明るさと切なさと』発行：ネスコ（日本映像出版） 発売：文藝春秋、1988年8月31日。ISBN 4-89036-743-8。
- 『“板門店の壁”は崩れるか』講談社、1990年6月20日。ISBN 4-06-204973-2。
- 『朝鮮半島の世紀末―ソウル発最新レポート』東洋経済新報社、1992年7月30日。ISBN 4-492-21041-5。
- 『ソウル烈々―韓国を見つめつづける珠玉のコラム集』徳間書店、1993年7月31日。ISBN 4-19-555240-0。『産経新聞』外信面コラム「ソウルからヨボセヨ」の総集編（1989年 - 1993年連載分）。
- 『ぼくのソウル白書』徳間書店〈徳間文庫〉、1994年8月15日。ISBN 4-19-890167-8。
- 『韓国・反日症候群』亜紀書房、1995年3月。ISBN 4-7505-9508-X。
- 『朝鮮半島 21世紀への深層』東洋経済新報社、1997年12月。ISBN 4-492-21101-2。
- 『韓国人の歴史観』文藝春秋〈文春新書〉、1999年1月。ISBN 4-16-660022-2。
- 『誰も書けなかった朝鮮半島5つの謎』徳間書店、2000年9月。ISBN 4-19-861239-0。
- 『韓国を食べる―「食」から見た韓国人』光文社、2001年3月。ISBN 4-334-97294-2。
  - のち文庫『韓国を食べる』文藝春秋〈文春文庫〉、2005年1月。ISBN 4-16-767928-0。
- 『日韓大変―なぜ「過去離れ」できないのか』徳間書店、2001年12月。ISBN 4-19-861456-3。
- 『ハングルおもしろ講座』徳間書店〈徳間文庫〉、2002年4月。ISBN 4-19-891687-X。
- 『日韓新考』産経新聞ニュースサービス（出版） 扶桑社（発売）、2002年8月。ISBN 4-594-03626-0。
  - のち文庫『日韓新考』産経新聞ニュースサービス（出版） 扶桑社（発売）〈扶桑社文庫〉、2005年2月。ISBN 4-594-04888-9。。
- 『ソウルが平壌になる!―朝鮮半島の民族と同盟』ビジネス社、2003年7月。ISBN 4-8284-1060-0。
- 『韓国は変わったか?―ソウル便り10年の記録』徳間書店〈徳間文庫〉、2004年6月。ISBN 4-19-892072-9。
- 『韓国は不思議な隣人』産経新聞出版（出版） 扶桑社（発売）、2005年7月。ISBN 4-594-04999-0。
- 『“日本離れ”できない韓国』文藝春秋〈文春新書〉、2006年7月。ISBN 4-16-660516-X。
  - のち改訂『決定版―どうしても“日本離れ”できない韓国』文藝春秋〈文春新書〉、2015年10月。ISBN 978-4-16-661046-4。。
- 『ボクが韓国離れできないわけ―愉快な韓国生活!!』晩聲社、2008年11月。ISBN 978-4-89188-342-3。
- 『ソウル発これが韓国主義』阪急コミュニケーションズ、2009年6月。ISBN 978-4-484-09210-2。
- 『韓国 反日感情の正体』角川学芸出版〈角川oneテーマ21 C-247〉、2013年6月7日。ISBN 978-4-04-653421-7。
- 『韓国人の研究』KADOKAWA〈角川oneテーマ21 D-47〉、2014年11月6日。ISBN 978-4-04-653427-9。
- 『韓国はどこへ?―その「国のかたち」の変質と行方』海竜社、2016年2月。ISBN 978-4-7593-1467-0。
- 『隣国への足跡―ソウル在住35年 日本人記者が追った日韓歴史事件簿』KADOKAWA、2017年6月23日。ISBN 978-4-04-105367-6。
- 『韓めし政治学』KADOKAWA〈角川新書 K-253〉、2019年3月19日。ISBN 978-4-04-082273-0。
- 『反日 vs. 反韓―対立激化の深層』KADOKAWA〈角川新書 K-327〉、2020年8月10日。ISBN 978-4-04-082369-0。
- 『韓国語楽習法―私のハングル修行40年』KADOKAWA〈角川新書 K-390〉、2022年4月8日。ISBN 978-4-04-082431-4。

### 論文
- 黒田勝弘 著「なぜ韓国は反対するのか」、小堀桂一郎、渡部昇一 編『新世紀の靖國神社 決定版全論点』近代出版社、2005年10月。ISBN 4-907816-18-9。

### 共著
- 黒田勝弘、平井久志 著、平凡社教育産業センター 編『世界の大都市 14（ソウル）』教育社〈World guide books〉、1987年2月25日。ISBN 4-315-50408-4。
- 黒田勝弘、古森義久『日・中・韓 新三国志』徳間書店、2003年1月。ISBN 4-19-861631-0。
  - 黒田勝弘、古森義久『日・中・韓 新三国志―困った隣人との付き合い方』徳間書店〈徳間文庫〉、2005年12月6日。ISBN 4-19-892348-5。
- 黒田勝弘、黒田節『アジア裏メシ街道 韓国・台湾 父と娘のおすすめ料理』阪急コミュニケーションズ、2005年4月。ISBN 4-484-05206-7。
- 深田祐介、黒田勝弘 述「統一朝鮮の初代代表は金正日!?」『深田祐介の憂国十番勝負』PHP研究所、2005年6月。ISBN 4-569-64351-5。
- 黒田勝弘、市川速水『朝日vs.産経 ソウル発―どうするどうなる朝鮮半島』朝日新聞社〈朝日新書〉、2006年12月。ISBN 4-02-273120-6。
- 黒田勝弘、武貞秀士『金正恩の北朝鮮 独裁の深層』KADOKAWA〈角川oneテーマ21 D-5〉、2013年12月12日。ISBN 978-4-04-653424-8。
- 古森義久、黒田勝弘『米中新冷戦―偽ニュースとプロパガンダ全内幕』産経新聞出版（発行）日本工業新聞社（発売）、2018年12月。ISBN 978-4-8191-1349-6。

### 編著
- 由利静夫、東邦彦 編『天皇語録』講談社、1974年4月26日。国立国会図書館書誌ID:000001219400。諸般の事情で変名（由利静夫）で刊行。
  - 黒田勝弘、畑好秀 編『天皇語録』（増補文庫版）講談社〈講談社文庫〉、1986年4月8日。ISBN 4-06-183731-1。
  - 黒田勝弘、畑好秀 編『昭和天皇語録』（再訂版）講談社〈講談社学術文庫〉、2004年1月11日。ISBN 4-06-159631-4。
- 尹学準、黒田勝弘、関川夏央 編『韓国を歩く―こんなに楽しめるとなりの国』集英社、1986年2月25日。ISBN 4-08-775079-5。
- 尹学準、黒田勝弘、関川夏央 編『ソウルA to Z』集英社〈集英社文庫〉、1988年7月25日。ISBN 4-08-749359-8。

### 監訳
- 李大根 著、金光英実、黒田勝弘 訳『帰属財産研究―韓国に埋もれた「日本資産」の真実』文藝春秋、2021年10月。ISBN 978-4-16-391343-8。

## 出演番組
- BSフジLIVE プライムニュース
- 報道1930（不定期）